# Wizyty przywódców ZSRR w Polsce
Wizyty przywódców Związku Socjalistycznych Republik Radzieckich w Polsce.

## Nikita Chruszczow

### 1956
19 października 1956 w Warszawie rozpoczęło się VIII Plenum Komitetu Centralnego Polskiej Zjednoczonej Partii Robotniczej. Tego dnia przybyła do stolicy Polski delegacja Komitetu Centralnego Komunistycznej Partii Związku Radzieckiego w składzie: Nikita Chruszczow (przewodniczący delegacji), Wiaczesław Mołotow (minister spraw zagranicznych), Łazar Kaganowicz (wicepremier), Anastas Mikojan. Delegacja KC KPZR uczestniczyła w naradach z Biurem Politycznym KC PZPR. Rano 20 października 1956 delegacja z ZSRR odleciała z Warszawy do Moskwy.

### 1959

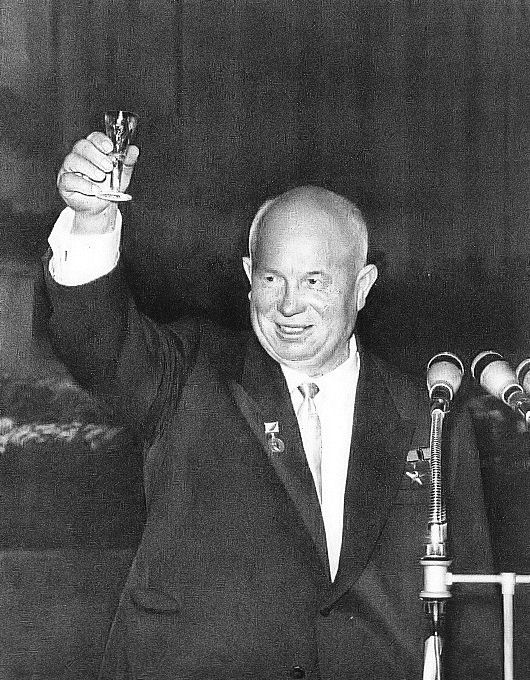
Nikita Chruszczow (1959)

Wizyta Nikity Chruszczowa w lipcu 1959 była związana z 15-leciem Polski Ludowej. Miała ona charakter partyjno-rządowy i jednocześnie stanowiła „rewizytę przyjaźni” po zeszłorocznych odwiedzinach delegacji polskiej w ZSRR. Przedstawiciele władz Związku Radzieckiego zostali zaproszeni przez KC PZPR i rząd PRL. Przewodniczącym delegacji partyjno-rządowej ZSRR był I sekretarz KC KPZR i przewodniczący Rady Ministrów ZSRR Nikita Chruszczow.
Delegacja przyleciała na lotnisko Warszawa-Babice we wtorek dnia 14 lipca 1959 samolotem Ił-18, który wylądował o godz. 11:52. Po uroczystym powitaniu przemawiali Nikita Chruszczow i I sekretarz KC PZPR Władysław Gomułka, po czym odbyła się defilada kampanii honorowej. Następnie oficjele przejechali 17-kilometrową trasę z lotniska do Belwederu. Chruszczow z Gomułką jechali otwartym pojazdem marki ZIS. Na trasie zebrały się tłumy ludzi. Tego samego dnia w Urzędzie Rady Ministrów odbyły się rozmowy między delegacjami PRL i ZSRR. Chruszczow wraz z delegacją złożył wizytę w KC PZPR przewodniczącemu Rady Państwa Aleksandrowi Zawadzkiemu oraz Prezesowi Rady Ministrów Józefowi Cyrankiewiczowi. Odbyło się także przyjęcie z okazji pobytu delegacji ZSRR. Popołudniu delegacja ZSRR z Chruszczowem złożyła wieńce na Grobie Nieznanego Żołnierza oraz na Cmentarzu Mauzoleum Żołnierzy Radzieckich (w obu miejscach Chruszczow wpisał się do ksiąg pamiątkowych).
Nazajutrz, 15 lipca 1959 o godz. 9, delegacja ZSRR w towarzystwie polskich oficieli (w tym Gomułki) wyruszyła pociągiem specjalnym z Dworca Głównego w Warszawie na Śląsk. Po drodze pociąg zatrzymywał się na stacjach Skierniewice, Koluszki, Częstochowa, gdzie każdorazowo delegacja była witana przez ludzi, a Chruszczow pozdrawiał gospodarzy z okna wagonu. W dalszym biegu pociąg przejechał przez stacje Zawiercie, Dąbrowa Górnicza, Sosnowiec, po czym o godz. 13:05 pociąg dotarł na dworzec Katowice. Tam delegację powitał I sekretarz KW PZPR w Katowicach Edward Gierek, który zapowiedział objazd po niecce węglowej i 12 miastach śląskich. Chruszczow przypomniał wtedy swój przejazd przez Śląsk podczas wojny w 1945, gdy był członkiem Rady Wojennej 1 Frontu Ukraińskiego. Po godz. 13:38 delegacja ruszyła w objazd po niecce węglowej i Zagłębiu Dąbrowskim (Chruszczow, Gomułka i Gierek jechali otwartym ZIS-em). W trakcie przejazdu delegacja zatrzymała się przed hutą „Baildon”, a dalej odwiedziła Świętochłowice, Rudę Śląską, Zabrze, Chorzów, zatrzymując się w Wojewódzkim Parku Kultury i Wypoczynku. Dalej kolumna kierowała się do Siemianowic, gdzie zatrzymała się przed hutą Jedność. Potem kondukt przejechał przez miasta Będzin i Dąbrowa Górnicza, a na przedmieściach Sosnowca zatrzymał się w kopalni Niwka-Modrzejów. Tam Chruszczow przyjął tytuł honorowego górnika kopalni. Z tego miejsca o godz. 18:15 delegacja ruszyła w drogę powrotną do Katowic, mijając Mysłowice i Szopienice, kończąc prawie 5-godzinny objazd długości ok. 150 km. Tego dnia w Zagórzu przed Sosnowcem miał miejsce nieudany zamach Chruszczowa i Gomułkę, którego wykonawcą był Stanisław Jaros.
Rano 16 lipca 1959 członkowie delegacji (bez Chruszczowa) odwiedzili Oświęcim, gdzie wizytowali Państwowe Muzeum Auschwitz-Birkenau i Zakłady Chemiczne „Oświęcim”. W tym czasie Chruszczow złożył wizytę na obradującej w Sosnowcu od godz. 11 III Międzynarodowej Konferencji Górniczej. Odwiedził też kopalnię „Wujek”. Na placu Feliksa Dzierżyńskiego w Katowicach zorganizowano wiec gromadzący ok. 120 tys. ludzi, podczas którego od godz. 17:30 przemawiali Gomułka i Chruszczow.
17 lipca o godz. 11:45 delegacja (w przeddzień dołączył się do niej prezes Rady Ministrów Litewskiej SSR Motiejus Šumauskas) przybyła drogą lotniczą do Szczecina. Na pokładzie trałowca T-63 oficjele zwiedzali port morski. Później Chruszczow uczestniczył w nadzwyczajnej sesji Miejskiej Rady Narodowej, zorganizowanej w Filharmonii Szczecińskiej, gdzie otrzymał tytuł honorowego obywatelstwa miasta. Potem na placu Jasne Błonia odbył się wielotysięczny wiec, podczas którego przywódca ZSRR wygłosił przemowę.
Ze Szczecina delegacja radziecka udała się do Wielkopolski i pociągiem specjalnym przybyła na stację Poznań Główny 18 lipca 1959 o godz. 11:10. Z dworca oficjele udali się samochodami na obszar powiatu Środa, przedstawianego wówczas za najbardziej uspółdzielczony w całym kraju. Potem delegacja przejechała przez Swarzędz, odwiedziła spółdzielnię produkcyjną w Pławcach, Państwowe Gospodarstwo Rolne w Manieczkach, Państwową Stadninę Koni „Racot” we wsi o tej samej nazwie, wieś indywidualną Jerka, PGR w Gołębinie Starym. Kończąc objazd w Wielkopolsce oficjele dotarli na lotnisko w Poznaniu, skąd odlecieli wieczorem. Jedna grupa (z premierem Litewskiej SRR Šumauskasem udała się do Gdańska, a druga z premierem Białoruskiej SRR, Cichanem Kisialouem, wyruszyła przez Warszawę do Lublina).
W dniu 19 lipca 1959 delegacja miała do dyspozycji odpoczynek.
Dnia 20 lipca 1959 o godz. 11:15 na lotnisku Jasionka wylądował samolot z Chruszczowem i Gomułką. Gości powitał I sekretarz KW PZPR w Rzeszowie Władysław Kruczek. Stamtąd odkrytym samochodem Chruszczow, Gomułka i Kruczek pojechali do fabryki WSK Rzeszów. Z tego miejsca goście udali się do Łańcuta, gdzie wzięli udział w przyjęciu na zamku oraz zwiedzali park i muzeum. O godz. 17:20 kolumna powróciła do Rzeszowa, a następnie delegacja odleciała z Jasionki do Warszawy.
21 lipca 1959 w Sali Kongresowej Pałacu Kultury i Nauki odbyła się uroczysta akademia, zorganizowana przez Ogólnopolski Komitet Frontu Jedności Narodu pod przewodnictwem A. Zawadzkiego, w trakcie której przemawiał Chruszczow.
W dniu 22 lipca 1959, tj. Narodowe Święto Odrodzenia Polski, z okazji 15-lecia Polski Ludowej o godz. 10 zorganizowano defiladę wojskową na placu Defilad w Warszawie, w której uczestniczył Chruszczow. O godz. 19:45 w gmachu Urzędu Rady Ministrów Gomułka, Cyrankiewicz i Chruszczow podpisali wspólne oświadczenie.
23 lipca 1959 o godz. 9 Gomułka, Cyrankiewicz i Chruszczow wyjechali otwartym samochodem z Belwederu. Po dotarciu na lotnisko Okęcie przemowy pożegnalne mieli Gomułka i Chruszczow. O godz. 10:18 delegacja odleciała Iłem-18 do Moskwy, lądując na lotnisku Wnukowo.
Tuż po wizycie Chruszczowa w Polsce w kinach radzieckich emitowano film dokumentujący ten pobyt.

## Leonid Breżniew

### styczeń 1965
Leonid Breżniew stał na czele delegacji ZSRR, która uczestniczyła w obradach Doradczego Komitetu Politycznego Państw-Stron Układu Warszawskiego w Warszawie w dniach 19-20 stycznia 1965. W skład delegacji wchodzili również: przewodniczący Rady Ministrów ZSRR Aleksiej Kosygin, sekretarz KC KPZR Jurij Andropow, minister spraw zagranicznych Andriej Gromyko, minister obrony ZSRR marszałek Rodion Malinowski oraz ambasador ZSRR w PRL Awierkij Aristow.

### kwiecień 1965
Partyjno-rządowa delegacja ZSRR z I sekretarzem KC KPZR Leonidem Breżniewem na czele przybyła do Polski w kwietniu 1965 na zaproszenie KC PZPR i rządu PRL. Delegacja władz ZSRR podróżowała pociągiem specjalnym i w poniedziałek 5 kwietnia 1965 o godz. 10 przybyła na Dworzec Gdański w Warszawie. Wraz z Breżniewem do Polski przyjechali inni oficjele z ZSRR, m.in. przewodniczący Rady Ministrów Aleksiej Kosygin i minister spraw zagranicznych Andriej Gromyko. Wśród witających gości byli przedstawiciele władz PRL, m.in. I sekretarz KC PZPR Władysław Gomułka i Prezes Rady Ministrów Józef Cyrankiewicz. Następnie kolumna samochodów przejechała kilkukilometrową trasę ulicami miasta. Przejazd odbył się przez ul. Nowotki, plac Dzierżyńskiego, ul. Senatorska, plac Teatralny, Krakowskie Przedmieście, Nowy Świat, Plac Trzech Krzyży, Aleje Ujazdowskie. O godz. 12 Breżniew przybył do gmachu KC PZPR. Tam odbyły się rozmowy między delegacjami partyjno-rządowymi PRL i ZSRR. Popołudniu delegacja ZSRR z Breżniewem pojawiła się przy Grobie Nieznanego Żołnierza i na Cmentarzu Mauzoleum Żołnierzy Radzieckich. Od godz. 16:30 w gmachu Urzędu Rady Ministrów trwały rozmowy polsko-radzieckie z Breżniewem i Gomułką na czele.
Drugiego dnia wizyty, tj. 6 kwietnia 1965, kontynuowano rozmowy polskich i radzieckich delegacji partyjno-rządowych. Wieczorem tego dnia Breżniew był gościem na uroczystym koncercie w Teatrze Stanisławowskim w Łazienkach Królewskich w Warszawie.
Delegacja radziecka z Breżniewem na czele i w towarzystwie najwyższych władz PRL wyjechała pociągiem specjalnym 6 kwietnia o godz. 22:30 z Warszawy i 7 kwietnia o godz. 9:30 przybyła na Dworzec Główny we Wrocławiu. Na peronie stacji Breżniew wygłosił przemówienie. Z dworca – mimo padającego deszczu – Breżniew przejechał ulicami miasta w otwartym samochodzie. Potem wraz z delegacją trafią do rezydencji w wilii przy ul. Jaworowej 9-11. Później odwiedził zakłady przemysłowe Pafawag i Dolmel, po czym o 12:15 w Zakładowym Domu Kultury spotkał się z aktywem partyjnym fabryk Dolmel i Archimedes. Po południu odbyło się przyjęcie w ratuszu wydane przez przewodniczącego prezydium Rady Narodowej miasta Wrocławia, prof. Bolesława Iwaszkiewicza. Wieczorem Breżniew wraz z delegacją odjechał z Dworca Głównego.
Przed południem 8 kwietnia 1965 delegacja ZSRR powróciła do Warszawy. Czas organizacji całej wizyty zbiegł się z przypadającą wkrótce 20 rocznicą podpisania polsko-radzieckiego Układu o Przyjaźni, Pomocy Wzajemnej i Współpracy Powojennej z 21 kwietnia 1945 i zawartego na okres 20 lat. W dniu 8 kwietnia 1965 o godz. 15:45 w Sali Kolumnowej Urzędu Rady Ministrów został podpisany nowy Układ o Przyjaźni, Współpracy i Pomocy Wzajemnej między PRL i ZSRR. Aktu podpisania dokonali Breżniew, Gomułka, Kosygin i Cyrankiewicz. Tuż po tym wydarzeniu przywódcy PRL i ZSRR udali się do w Sali Kongresowej Pałacu Kultury i Nauki, gdzie Ogólnopolski i Stołeczny Komitety Frontu Jedności Narodu zorganizowały trwający od godz. 16:30 wiec przyjaźni, podczas którego przemawiali Gomułka i Breżniew, a potem wystąpił Zespół Pieśni i Tańca „Śląsk”. Wieczorem ambasador ZSRR w PRL Awierkij Aristow wydał przyjęcie z okazji wizyty delegacji radzieckiej w Polsce, w którym brał udział m.in. Breżniew.
9 kwietnia 1965 o godz. 9 delegacja radziecka opuściła Belweder, skąd kolumną samochodów udała się na Dworzec Gdański, gdzie została pożegnana przez władze PRL, a Gomułka i Breżniew wygłosili mowy. O godz. 9:30 pociąg odjechał z dworca.

### 1968
Leonid Breżniew stał na czele delegacji KPZR, która wzięła udział w obradach V Zjazdu PZPR w dniach 11-16 listopada 1968 w Warszawie.

### 1969
Leonid Breżniew stał na czele delegacji ZSRR, która wzięła udział w uroczystych obchodach 25-lecia Polski Ludowej, w tym między innymi, obok członków kierownictwa PZPR i szefów innych delegacji zagranicznych przyjmował wielką paradę wojskową na Placu Defilad w Warszawie 22 lipca 1969.

### 1971
Leonid Breżniew stał na czele delegacji KPZR, która wzięła udział w obradach VI Zjazdu PZPR w dniach 6-11 grudnia 1971 w Warszawie.

### 1973
11 maja 1973 Leonid Breżniew rozpoczął wizytę w Polsce na zaproszenie Komitetu Centralnego PZPR, Rady Państwa oraz Rady Ministrów PRL. Podczas wizyty Breżniew udekorował przywódcę PRL Edwarda Gierka najwyższym odznaczeniem sowieckim - Orderem Lenina.

### kwiecień 1974
Leonid Breżniew stał na czele delegacji ZSRR, która uczestniczyła w obradach Doradczego Komitetu Politycznego Państw-Stron Układu Warszawskiego w Warszawie w dniach 17-18 kwietnia 1974. Na czele delegacji pozostałych państw układu stali: Todor Żiwkow (Bułgaria), Nicolae Ceausescu (Rumunia), Edward Gierek (PRL), Gustáv Husák (Czechosłowacja), Erich Honecker (NRD) oraz Janos Kadar (Węgry).

### lipiec 1974

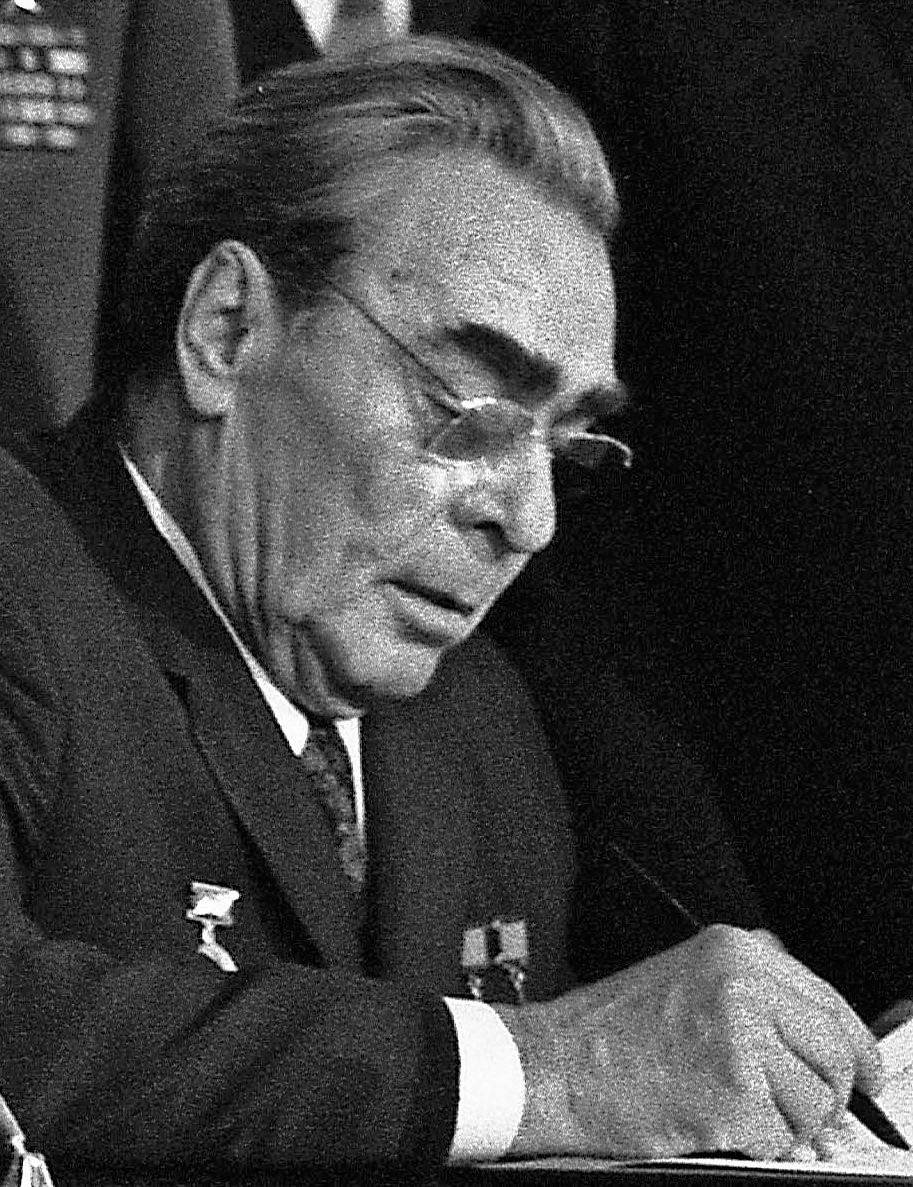
Leonid Breżniew (1974)

Wizyta sekretarza generalnego KC KPZR Leonida Breżniewa w lipcu 1974 w PRL została zorganizowana na zaproszenie KC PZPR, Rady Państwa i Rady Ministrów PRL w związku z uroczystościami „XXX-lecia Polski Ludowej”. Były to kolejne jego odwiedziny w Polsce. Przywódca ZSRR przyleciał na lotnisko Okęcie samolotem Ił-62 w piątek 19 lipca 1974 po godz. 16. Przywitali go I sekretarz KC PZPR Edward Gierek, przewodniczący Rady Państwa Henryk Jabłoński, prezes Rady Ministrów Piotr Jaroszewicz. Następnie Breżniew i Gierek w otwartym samochodzie wyruszyli w drogę do centrum Warszawy. Podczas przejazdu kolumna pojazdów zatrzymywała się przy Pomniku Lotnika, przy pierwszym wiadukcie wówczas otwartej Trasy Łazienkowskiej. Breżniew dotarł do Belwederu. Potem był przy Grobie Nieznanego Żołnierza i na Cmentarzu Mauzoleum Żołnierzy Radzieckich.
W dniu 20 lipca 1974 Breżniew przebywał w Katowicach i w innych miastach województwa katowickiego. W trakcie odwiedzin tamże otrzymał tytuł honorowego obywatela województwa katowickiego i honorowego górnika Polski Ludowej.
W dniu 21 lipca 1974 Breżniew uczestniczył w spotkaniu w Sali Kolumnowej Rady Państwa, w trakcie którego przekazał posłanie od przywódców ZSRR oraz został udekorowany Krzyżem Wielkim Orderu Virtuti Militari, a sam przekazał gospodarzom zdobiony puchar. Później zebrał się na uroczystym posiedzeniu Sejm PRL, podczas którego przemawiali Gierek i Breżniew. Tego samego dnia wieczorem Breżniew uczestniczył w ślubowaniu młodzieży polskiej pod Pomnikiem Bohaterów Warszawy (Nike). O godz. 20 w Teatrze Wielkim odbył się uroczysty koncert z udziałem Breżniewa – w trakcie widowiska artystyczno-muzycznego ukazano przegląd polskiej muzyki, poezji, pieśni i tańca.
22 lipca 1974 od godz. 10 trwała parada wojskowa na placu Defilad w Warszawie, gdzie na trybunie honorowej miejsce zajął Breżniew. Podczas pobytu w Warszawie uczestniczył on też w spotkaniu władz PRL z korpusem dyplomatycznym, zorganizowanym w salach Urzędu Rady Ministrów. Pożegnanie przywódcy ZSRR odbyło się tego dnia po południu na lotnisku Okęcie, gdzie o godz. 16 Breżniew odleciał Iłem-62 do Moskwy.
Jeszcze w lipcu 1974 ukazało się wydawnictwo pt. Leonid Breżniew w Polsce.

### 1975
Leonid Breżniew stał na czele delegacji KPZR, która wzięła udział w obradach VII Zjazdu PZPR w dniach 8-12 grudnia 1975 w Warszawie.

### dwie wizyty w maju 1980
Leonid Breżniew stał na czele delegacji ZSRR, która uczestniczyła w obradach Doradczego Komitetu Politycznego Państw-Stron Układu Warszawskiego w Warszawie w dniach 14-15 maja 1980. Na czele delegacji pozostałych państw układu stali: Todor Żiwkow (Bułgaria), Nicolae Ceausescu (Rumunia), Edward Gierek (PRL), Erich Honecker (NRD), Gustáv Husák (Czechosłowacja)oraz Janos Kadar (Węgry). Breżniew przybył do Warszawy po raz drugi 18 maja 1980. 19 maja w Pałacu w Wilanowie odbyło się spotkanie Breżniewa z prezydentem Francji Valérym Giscard d’Estaing, w którym uczestniczył również Edward Gierek, a także minister spraw zagranicznych ZSRR Andriej Gromyko i minister spraw zagranicznych Francji Jean François-Poncet.

## Michaił Gorbaczow

### 1985
W czwartek 25 kwietnia 1985 do Warszawy przybyli przywódcy partii i państw – stron Układu Warszawskiego. Tego dnia samolotem specjalnym linii lotniczych Aerofłot przybył też na lotnisko Okęcie sekretarz generalny KC KPZR Michaił Gorbaczow. Został powitany przez I sekretarza KC PZPR i prezesa Rady Ministrów Wojciecha Jaruzelskiego oraz przez przewodniczącego Rady Państwa Henryka Jabłońskiego.
W dniu 26 kwietnia 1985 o godz. 9 na Placu Zwycięstwa Gorbaczow, podobnie jak przedstawiciele innych delegacji państwowych, złożył wieniec na Grobie Nieznanego Żołnierza. Następnie analogiczna uroczystość z udziałem Gorbaczowa miała miejsce na Cmentarzu Mauzoleum Żołnierzy Radzieckich. Przed godz. 11 przywódca ZSRR i innych państw przybył na spotkanie w gmachu Urzędu Rady Ministrów. Tam przed godz. 15 podpisali oni protokół o przedłużeniu Układu o Przyjaźni, Współpracy i Pomocy Wzajemnej, podpisanego w Warszawie 14 maja 1955 roku. Po południu w URM odbyło się przyjęcie wydane przez Jaruzelskiego na cześć przybyłych przywódców partii i państw, podczas którego przemawiał on sam i Gorbaczow. W godzinach wieczornych Warszawę opuściły delegacje państwowe, zaś Gorbaczow pozostał w stolicy PRL (wyjechał m.in. Dowódca Zjednoczonych Sił Zbrojnych, Marszałek Związku Radzieckiego Wiktor Kulikow).
27 kwietnia 1985 w Warszawie odbyło się spotkanie Jaruzelskiego i Gorbaczowa w ramach 40-lecia Polski Ludowej. Po południu na lotnisku Okęcie odbyło się pożegnanie Gorbaczowa, który samolotem specjalnym Aerofłotu odleciał do Moskwy.

### 1986
Michaił Gorbaczow stał na czele delegacji ZSRR, która wraz z innymi delegacjami partii komunistycznych i robotniczych z całego świata wzięła udział w X Zjeździe PZPR w Warszawie w dniach 29 czerwca - 3 lipca 1986. Podczas Zjazdu Gorbaczow wygłosił obszerne przemówienie.

### 1988

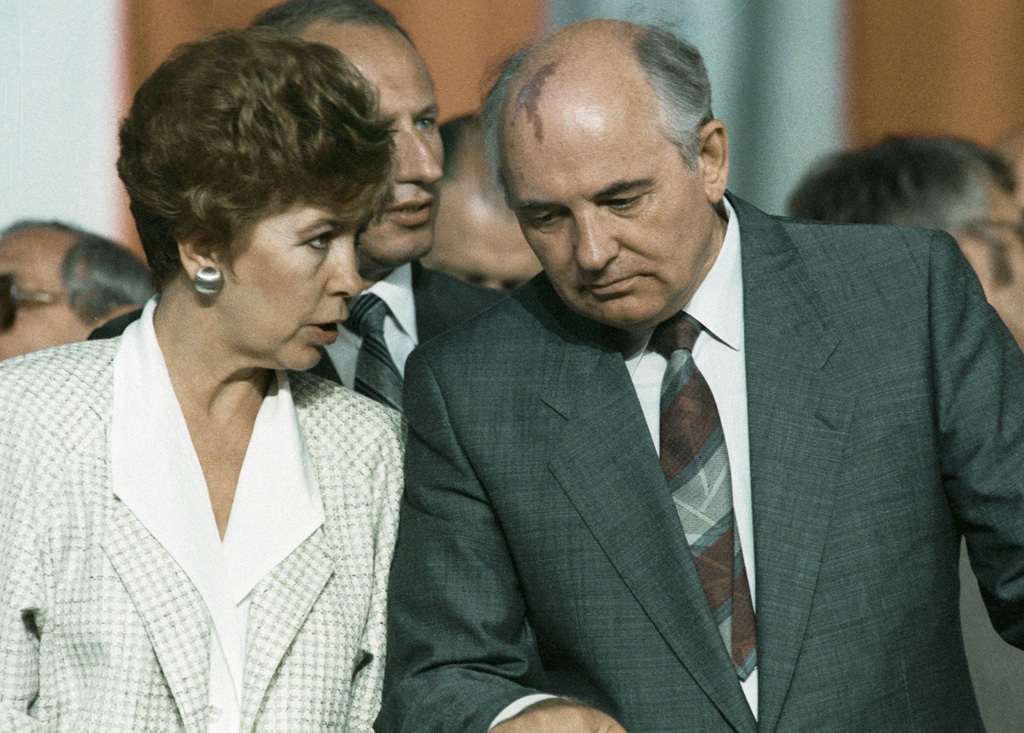
Raisa i Michaił Gorbaczowowie w Polsce (1988)

Wizyta sekretarza generalnego KC KPZR Michaiła Gorbaczowa odbyła się na zaproszenie I sekretarza KC PZPR Wojciecha Jaruzelskiego i najwyższych władz PRL. Była określana jako „wizyta przyjaźni”. Samolot Ił-62M z delegacją radziecką na pokładzie wylądował na lotnisku Okęcie w Warszawie w poniedziałek rano 11 lipca 1988. Michaił Gorbaczow przybył do Polski wraz z żoną oraz m.in. z ministrem spraw zagranicznych ZSRR, Eduardem Szewardnadzem. Delegację powitał Wojciech Jaruzelski, a kolumna aut wyruszyła z lotniska przez Warszawę, zatrzymując się przy Pomniku Lotnika. Następnie Gorbaczow udał się do swojej rezydencji, a jeszcze przed południem złożył wieniec na Grobie Nieznanego Żołnierza, pod Pomnikiem Bohaterów Warszawy (Nike) i na Cmentarzu Mauzoleum Żołnierzy Radzieckich. Po godz. 13 Gorbaczow spotkał się z Jaruzelskim, a w Urzędzie Rady Ministrów wydano obiad na cześć Michaiła Gorbaczowa i jego małżonki. Po południu Gorbaczow był gościem na posiedzeniu Sejmu PRL, przywitany przez Marszałka izby, Romana Malinowskiego. W sali plenarnej wygłosił przemówienie (Jaruzelski także), a potem w Sali Kolumnowej spotkał się z posłami. Otrzymał tam Medal Sejmu PRL. Tego dnia Raisa Gorbaczowa i Barbara Jaruzelska odwiedziły Instytut Wzornictwa Przemysłowego.
Drugiego dnia wizyty, tj. 12 lipca 1988, delegacja wyleciała samolotem z Warszawy i o godz. 11 wylądowała na lotnisku Kraków-Balice. Stamtąd wraz z Jaruzelskim udał się Gorbaczow samochodami na Podhale. Odwiedził Biały Dunajec, zwiedzając dom zamieszkiwany przez Włodzimierza Lenina w 1913 i w 1914, a następnie Muzeum Lenina w Poroninie i tym samym był pierwszym przywódcą ZSRR, który odwiedził te miejsca. Po godz. 17 Gorbaczow przybył do Krakowa i został przyjęty w restauracji Wierzynek przez I sekretarza KK PZPR Józefa Gajewicza. Następnie zwiedzał Rynek Główny, odwiedził kościół Mariacki w Krakowie, gdzie powitany przez bp. Jana Szkodonia koncentrował się na ołtarzu Wita Stwosza. Następnie przeszedł na dziedziniec wawelski, gdzie przemawiał na wiecu młodzieży Polski i ZSRR. W części artystycznej wystąpił m.in. zespół Andrusy, a w koncercie muzycznym Andrzej Rosiewicz, wykonujący piosenkę pt. „Wieje wiosna ze wschodu”, popularnie określaną jako „Michaił, Michaił”. W trakcie wiecu Gorbaczow otrzymał Order Uśmiechu. Potem wraz z delegacją zwiedzał Zamek Królewski na Wawelu.
13 lipca 1988 samolot Gorbaczowa wylądował na lotnisku Szczecin-Goleniów. Powitany przez Jaruzelskiego przywódca ZSRR uczestniczył w wiecu przyjaźni w Stoczni Szczecińskiej im. Adolfa Warskiego, gdzie przemawiał. Potem przebywał na Zamku Książąt Pomorskich, był pod Pomnikiem Czynu Polaków i pod Pomnikiem Braterstwa Broni na Cmentarzu Centralnym w Szczecinie. Na koniec odwiedził Kombinat Ogrodniczy Gumieńce oraz złożył indywidualną wizytę rolnikowi Franciszkowi Bakanowi we wsi Modrzewie.
14 lipca 1988 na Zamku Królewskim w Warszawie Gorbaczow spotkał się z polskimi intelektualistami, a wydarzenie otworzył prof. Bogdan Suchodolski. Oprócz przywódcy ZSRR głos zabierali prof. Jan Rychlewski, Ryszard Wojna, Czingiz Ajtmatow, prof. Mieczysław Krąpiec, Zbigniew Safjan, prof. Jan Szczepański, Marcin Król, prof. Maciej Nałęcz, Wojciech Żukrowski, Siergiej Załygin, Janusz Kuczyński, Krzysztof Teodor Toeplitz, Artur Sandauer, Janusz Przymanowski. Spotkanie to, zaplanowane pierwotnie na 2 godziny, przedłużyło się do 3,5 godzin. Następnie odbyły się rozmowy plenarne w siedzibie KC PZPR. Tam finalnie władze PRL, ZSRR, PZPR i KPZR wydały wspólne oświadczenie. Potem Gorbaczow idąc ze swej rezydencji obejrzał pomnik Fryderyka Chopina w parku Łazienkowskim, a następnie oddał hołd rewolucjonistom w Bramie Straceń Cytadeli Warszawskiej. Potem spacerował z żoną od Barbakanu do placu Zamkowego, zwiedzając Starówkę i zatrzymując się m.in. przy pomniku Małego Powstańca.
W dniu 15 lipca 1988 Raisa Gorbaczowa w towarzystwie Barbary Jaruzelskiej odwiedziła Państwowe Muzeum Auschwitz-Birkenau w Oświęcimiu oraz oddała hołd przed pomnikiem Powstańców Śląskich w Katowicach.
W sobotę 16 lipca 1988 po spotkaniu Doradczego Komitetu Politycznego Układu Warszawskiego uczestniczył w rozmowach przywódców partii komunistycznych państw-członków. Ostatniego dnia wizyty Raisa Gorbaczowa wraz z Barbarą Jaruzelską spędzała czas z ludźmi kultury oraz zwiedzając pałac w Nieborowie. O godz. 16 odbyło się pożegnanie radzieckiej delegacji na lotnisku Okęcie. O godz. 16:42 Ił-62M odleciał do Moskwy.